# Le Grand Bleu
Pour les articles homonymes, voir Le Grand Bleu (homonymie).
Pour plus de détails, voir Fiche technique et Distribution.
Le Grand Bleu est un film dramatique franco-italo-américain coécrit et réalisé par Luc Besson et sorti en 1988. 
Ce film générationnel est très librement inspiré des vies de Jacques Mayol et Enzo Maiorca, célèbres champions de plongée en apnée, ainsi que de la propre enfance de Luc Besson, et traite de la course aux records en apnée no limit, une discipline extrême et aujourd'hui controversée de l'apnée sportive. 
Le film débute en Grèce dans les années 1960. Le jeune Français Jacques Mayol aime plonger en apnée. L'Italien Enzo Molinari en fait déjà son rival. À la suite d'un accident de plongée, le père de Jacques meurt et le jeune garçon en reste bouleversé. Plus de 20 ans plus tard, Enzo n'a pas oublié Jacques et leur mélange de rivalité et d'admiration réciproque. L'Italien fait tout pour l'attirer au championnat du monde d'apnée no limit à Taormine, en Sicile. Entre-temps, Jacques a rencontré au Pérou la belle New-Yorkaise Johana Baker, une agent d'assurance. Celle-ci a le coup de foudre pour Jacques et, dans le but de le retrouver, parvient à être envoyée en Sicile par son employeur.
Le film fait l'ouverture du Festival de Cannes 1988 où il reçoit un accueil assez glacial de la presse. Ayant reçu six nominations aux César (dont ceux du meilleur film, meilleur réalisateur, meilleur acteur), il remporte le César de la meilleure musique et celui du meilleur son. Le film ressort dans une version longue director's cut en 1989.

## Synopsis
En 1965, sur l'île d'Amorgos en Grèce, les enfants Jacques Mayol et Enzo Molinari grandissent ensemble. Un jour, Enzo défie Jacques de récupérer une pièce au fond de la mer, mais ce dernier refuse. Le père de Jacques, plongeur professionnel récoltant des coquillages avec un scaphandre rudimentaire et un tuyau d'air, plonge à proximité. Son équipement se coince dans les rochers, se perce et l'entraîne vers le fond. Il se noie  sans que Jacques et son oncle Louis ne puissent rien y faire.
En Sicile en 1988, Enzo, devenu champion du monde d'apnée, est demandé pour sauver un plongeur coincé dans une épave, exploit pour lequel il est payé fortement. Il demande ensuite à son frère Roberto de retrouver Jacques. Au Pérou, l'américaine Johana Baker — qui travaille pour une compagnie d'assurances — croise Jacques Mayol et, avec le Dr Laurence, regarde avec stupéfaction Jacques plonger en apnée dans le lac glacé. Admirative et déjà conquise, la jeune femme apporte du café à Jacques qui revient plus tard lui offrir un cadeau pour la remercier avant de repartir.
Enzo retrouve Jacques à Antibes et le convie au prochain championnat du monde qui se déroule à Taormine, en Sicile, le défiant à lui reprendre son titre. En rentrant chez elle à New York, Johana découvre que son appartement, qu'elle partage avec sa colocataire, a été cambriolé. Cherchant à retrouver Jacques, elle apprend par le docteur Laurence qu'il se trouve à Taormine et invente une fausse affaire de faux auprès de son employeur pour s'y rendre.
Sur place, Enzo et Jacques se retrouvent à l'hôtel. Alors qu'ils bavardent à la terrasse d'un restaurant, Johana les trouve et ils sympathisent. Lors d'une soirée, les deux hommes, ivres, décident de voir qui tient le plus longtemps sous l'eau dans la piscine de l'hôtel, et finissent sur un brancard. Johana s'occupe de Jacques mais est énervée par leur comportement qu'elle juge infantile.
Le lendemain, le médecin de la CMAS interdit à Enzo de plonger en raison de son état de fatigue, mais l'italien ignore la mise en garde et parvient à battre le record que le plongeur tahitien lui avait repris la veille. Un soir, le trio libère un dauphin en captivité qui dépérissait dans le parc aquatique de Taormine, Jacques passant un certain temps à nager avec l'animal une fois ce dernier remis à la mer.
Au championnat du monde, Jacques atteint 108 mètres de profondeur et bat le record d'Enzo d'un mètre. Il passe la nuit avec Johana, mais finit par sortir en mer pour nager avec un dauphin jusqu'au petit matin. Désespérée, Johana comprend alors qu'il préfère le monde aquatique aux femmes, et repart à New York. Là bas, son employeur découvre la supercherie et la licencie, non sans lui souhaiter bonne chance en amour après qu'elle lui ait révélé la raison de cette manœuvre.
Afin de lui changer les idées, Enzo emmène Jacques avec lui exécuter un travail de plongée technique sur une plateforme pétrolière. Dans la tourelle qui les emmène à 230 mètres accompagnés d'un autre plongeur belge, Enzo et Jacques boivent un doigt d'alcool au mépris des règles de sécurité et, ivres, dansent en scaphandre. Ils sont renvoyés par la suite. Johanna, toujours amoureuse de Jacques, le recontacte et tous deux se retrouvent à Antibes où se déroulent le prochain championnat du monde. Enzo pulvérise le record de Jacques en descendant à 115 mètres en 4 minutes et 50 secondes, record qu'il croit indépassable. Mais peu après, Jacques le bat avec 120 mètres.

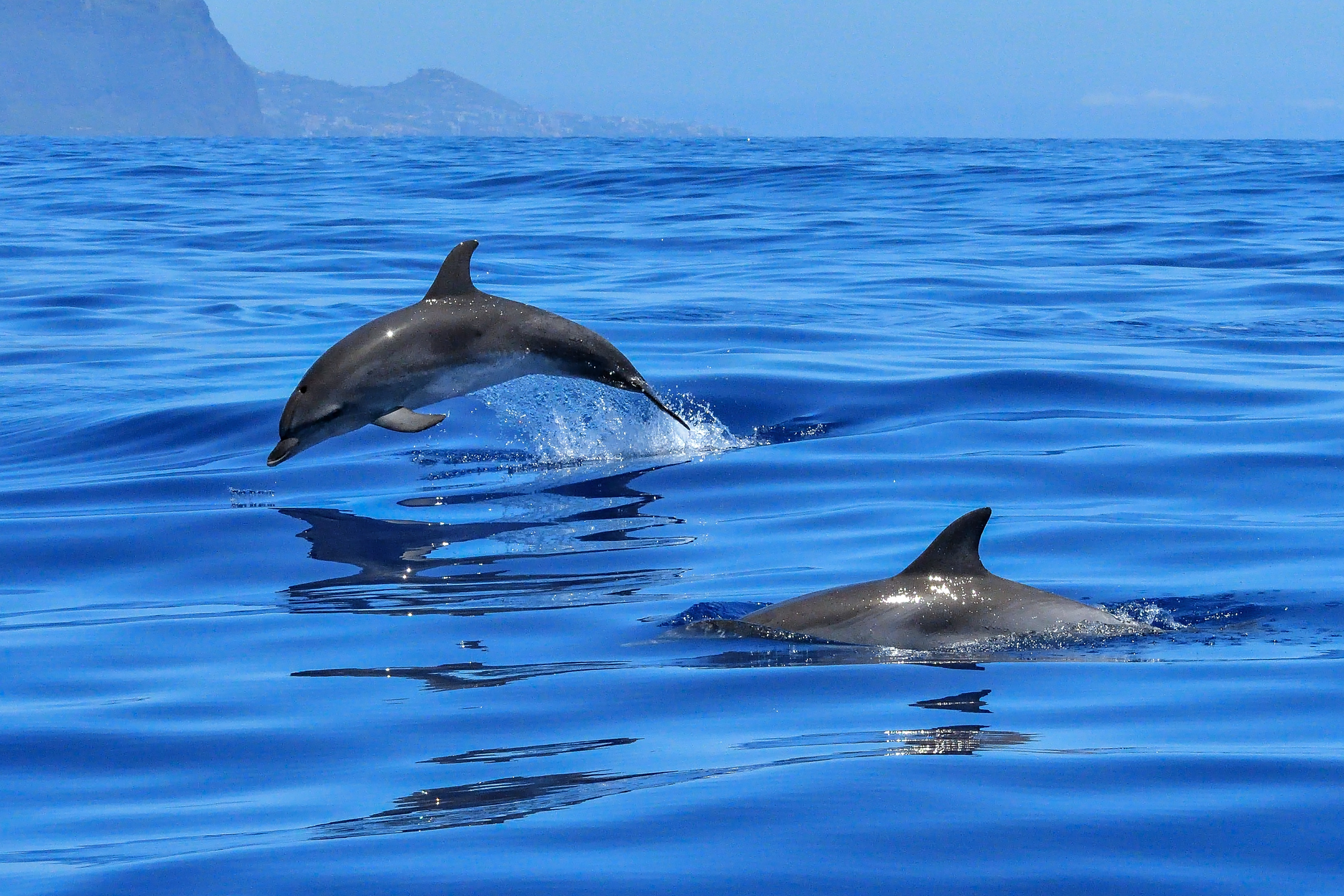
Deux grands dauphins, espèce utilisée dans le film.

La veille d'une nouvelle compétition se déroulant à Amorgos, Johana, qui veut avoir un enfant, veut parler d'avenir avec Jacques, mais celui-ci ne semble pas intéressé par ses projets. Le docteur Laurence veut arrêter la compétition car il estime que ça serait trop dangereux, et que la limite physiologique a été atteinte, mais Enzo, déterminé à battre le record de Jacques, plonge plus longtemps et profondément. Une fois remonté à la surface, victime d'un accident de décompression, agonisant dans les bras de Jacques, Enzo demande à son rival et malgré tout ami de l'envoyer par le fond pour y mourir. Lors de cette dernière plongée, Jacques est remonté en arrêt cardiaque mais est ramené de justesse par les médecins.
Bouleversé par la mort d'Enzo, Jacques se mure encore davantage dans le mutisme, tandis que Johana apprend qu'elle est enceinte. Un soir, il fait un rêve halluciné où la pièce se remplit d’eau, et il se retrouve avec des dauphins dans les profondeurs. Johana,  revient le voir et le trouve dans un état second, saignant du nez et des oreilles. Jacques, se lève alors et, suivi par Johana qui tente désespérément de l'en empêcher, se rend en pleine nuit au bateau où se déroule la compétition et se prépare pour une dernière plongée. Johana le supplie de rester et lui révèle sa grossesse, mais il affirme devoir aller voir ce qu'il y a au fond, avant de placer le cordon de libération de la gueuse de plongée dans sa main. Johana, en pleurs, se résout à l'actionner.
Jacques descend et atteint la plateforme à 120 mètres. Un dauphin apparaît alors, mais ne s'approche pas davantage de Jacques, qui finit par lâcher la gueuse pour le suivre, s’éloignant avec lui dans les profondeurs.

## Fiche technique
Sauf indication contraire, les informations mentionnées dans cette section peuvent être confirmées par les bases de données cinématographiques IMDb, Allociné et Unifrance,  présentes dans la section « Liens externes ».
- Titre original : Le Grand Bleu
- Titre international : The Big Blue
- Réalisation : Luc Besson
- Scénario : Luc Besson, Robert Garland, Marilyn Goldin, Jacques Mayol et Marc Perrier, d'après une histoire de Luc Besson inspirée de la vie de Jacques Mayol
- Musique : Éric Serra
- Décors : Dan Weil
- Costumes : Magali Guidasci, Mimi Lempicka, Blandine Boyer, Malika Khelfa, Brigitte Nierhaus, Martine Rapin et Patricia Saalburg
- Photographie : Carlo Varini et Christian Pétron (photographie sous-marine)
- Son : Pierre Befve, Gérard Lamps et François Groult
- Montage : Olivier Mauffroy
- Production : Patrice Ledoux
- Production exécutive : Monty Diamond et Bernard Grenet
- Production déléguée : Claude Besson
- Coproduction : Luc Besson
- Sociétés de production : Les Films du Loup et Gaumont
- Sociétés de distribution : Gaumont (France) et Filmauro (Italie)
- Budget : 12,2 millions euros[1]
- Pays de production :  France,  Italie et  États-Unis
- Langues originales : anglais, français, italien
- Format[2] : couleur (Eastmancolor et séquence d'ouverture en Noir et blanc) - 35 mm - 2,39:1 (format gonflé sur copies 70 mm ratio 2,20:1 ) - son Dolby SR (35 mm) / 70 mm 6-Track (70 mm)
- Genres : drame, romance
- Durée : 132 minutes (version originale), 168 minutes (version longue), 118 minutes (version américaine)
- Dates de sortie[3] :
  - France : 11 mai 1988 (Festival de Cannes et sortie nationale simultanée) ; 11 janvier 1989 (version longue) ; 17 juin 1998 (réédition)
  - Suisse : 10 mai 1988
  - États-Unis : 19 août 1988
  - Québec : 22 juillet 1994
  - Italie : 27 septembre 2002
- Classification[4] :
  - France : Tous publics
  - États-Unis : PG - Parental Guidance Suggested (version américaine) ; R - Restricted (version longue)

## Distribution
- Rosanna Arquette (VF : Julie Dassin)[Note 2] : Johana Baker
- Jean-Marc Barr (VF : lui-même) : Jacques Mayol
- Jean Reno (VF : lui-même) : Enzo Molinari
- Paul Shenar (VF : Jacques Frantz) : Dr Laurence
- Sergio Castellitto : Novelli
- Jean Bouise (VF : lui-même) : Oncle Louis
- Marc Duret (VF : lui-même) : Roberto Molinari
- Griffin Dunne : Duffy
- Andréas Voutsinás : le prêtre orthodoxe
- Valentina Vargas : Bonita
- Kimberly Beck : Sally
- Geoffrey Carey : le commanditaire de la recherche sous-marine du début du film
- Jacques Lévy (VF : lui-même) : le médecin sur le bateau des Championnats du Monde
- Pierre Semmler : Franck
- Luc Besson : un plongeur durant le concours (caméo)
- Bruce Guerre-Berthelot (VF : lui-même) : Jacques Mayol, jeune
- Gregory Forstner (VF : lui-même) : Enzo Molinari, jeune
- Claude Besson : le père de Jacques Mayol
- Alessandra Vazzoler : la mère d'Enzo
- Pierre-Alain de Garrigues : le super-intendant de la plateforme pétrolière
- Constantin Alexandrov : le gérant de Marineland
- Paul Herman : le chauffeur de taxi américain

## Production

### Genèse et développement
Luc Besson est très tôt « bercé » dans l'univers des apnéistes : fort du métier de ses parents (G.O. professeurs de plongée au Club Méditerranée), ce fils unique passe son enfance en bord de mer (notamment en Yougoslavie et en Grèce, dont l'île d'Amorgós où est tourné en partie son film) et il rêve de devenir delphinologue et est lui-même un temps moniteur de plongée. Pendant les vacances, en 1977, il travaille comme instructeur de plongée à Palinuro, village du Club Méditerranée de son cousin Stéphane, en Italie du Sud. Alors qu'il plonge avec une sinusite, il est victime d'un accident de plongée (un barotraumatisme) et doit être évacué vers l'hôpital à Marseille où le médecin lui annonce qu'il ne pourra plus faire de la plongée et brise son rêve d'être delphinologue (rêve illustré dans le film par le héros Jacques qui considère que les dauphins forment sa véritable famille et abandonne son amoureuse enceinte). De retour à Palinuro, il fait connaissance avec un cinéaste italien, Victor de Sanctis, qui présente au village le documentaire Jacques Mayol, l’homme dauphin, alors que le plongeur français vient d'établir un record en apnée à moins 92 mètres. Bouleversé par cette projection, il souhaite raconter la vie de Mayol, qu'il rencontre finalement en 1983 à Marseille.
Après Subway, Luc Besson écrit plusieurs ébauches du script. Il présente son travail à l'acteur américain Warren Beatty, qui est alors le compagnon d'Isabelle Adjani qu'il vient de diriger dans Subway. Beatty insiste pour produire le film alors que de son côté, Luc Besson est en discussion avec Gaumont. L'Américain lui suggère de retravailler le script avec la scénariste Marilyn Goldin. À la suite d'un quiproquo avec l'agent d'Isabelle Adjani, Warren Beatty conclut un accord pour produire le film avec la Fox pour 500 000 dollars et il faut de longues négociations pour rompre ce « contrat ». Luc Besson collabore ensuite avec le scénariste américain Robert Garland pour améliorer son script. Mais il n'est toujours pas satisfait des nouvelles versions. Patrice Ledoux — alors directeur général de Gaumont — lui suggère alors de faire appel à Francis Veber comme script doctor. Ce dernier permet ainsi de mieux structurer le scénario.
Jacques Mayol officie comme consultant sur le film. Lors de la présentation du film au festival de Cannes 1988, il explique qu'il n'a cependant pas directement participé au scénario, bien qu'il soit crédité comme tel au générique. Mayol précise qu'il a seulement suivi le développement du scénario sans trop s'en mêler.
En raison de l'imposant budget — 70 millions de francs, un record pour un film français à l'époque —, la décision est prise de tourner en anglais. Cela « refroidit » les investisseurs français, notamment les chaines de télévision. Mais Nicolas Seydoux, PDG de Gaumont, croit au film et son appui permet de convaincre les financiers.

### Attribution des rôles
Jean Reno, qui a tourné dans les deux précédents films du cinéaste, est le premier engagé.
Pour le rôle féminin principal, Luc Besson flashe sur Rosanna Arquette qu'il vient de voir dans Recherche Susan désespérément (1985) de Susan Seidelman. Malgré l'avis de son agent, l'actrice a alors envie de quitter Hollywood et rêve de passer plusieurs mois en Europe.
Pour incarner Jacques Mayol, le premier choix de Luc Besson est Christophe Lambert, qu'il vient de diriger dans Subway, mais, ce dernier décline l'offre par peur d'être catalogué comme l'acteur des animaux : après avoir joué le rôle de l'homme-singe dans Greystoke, la légende de Tarzan, il ne veut pas incarner l'homme-poisson. Luc Besson envisage alors Gérard Lanvin, rencontré quelques années plus tôt ; mais après des hésitations, l'acteur préfère décliner. Les Américains Mel Gibson et Mickey Rourke sont brièvement envisagés. Désespéré à l'idée de trouver l'interprète du rôle, Luc Besson songe même un temps à tenir lui-même le rôle après une suggestion de Rosanna Arquette. Finalement, à quelques semaines du début du tournage, il découvre Jean-Marc Barr, alors inconnu du grand public, lors d'auditions à Londres,. L'acteur a pour lui d'avoir un peu d'expérience dans le monde de la plongée et « une tête d'éternel adolescent au sourire figé », ce qui fait craquer la vingtaine de jeunes femmes de la Gaumont qui le découvrent lors du screen-test projeté par Besson.
Luc Besson fait une apparition dans le film, dans le rôle d'un plongeur. Par ailleurs, pour incarner Jaques Mayol jeune, il choisit son demi-frère Bruce (second fils de sa mère). Pour le rôle du père de Jacques, Luc Besson songe au rival de Jacques Mayol, Enzo Maiorca, mais ce dernier refuse tout contact avec la production. Le réalisateur-scénariste confie finalement le rôle à son propre père, Claude, qui possède une bonne expérience de la plongée.
Il s'agit, par ailleurs, du dernier film de l'acteur Paul Shenar, qui meurt l'année suivant la sortie du film. C'est également l'un des derniers films de Jean Bouise, lui aussi décédé en 1989, juste après le tournage de Nikita.

### Tournage
Jean Reno et Jean-Marc Barr s'entraînent énormément à plonger et à rester en apnée. Ils descendent même jusqu'à une trentaine de mètres en se défiant régulièrement l'un l'autre. Jean Reno frôle même la syncope,.
Deux caméras sous-marines sont spécifiquement construites dans le sud de la France avec les équipes de Christian Pétron. Seule une est prête pour le début du tournage, le 11 mai 1987. Les prises de vues débutent sur la Côte d'Azur notamment autour de Port-Cros à partir de l'ancien gentleman motor boat Bogata. Quelques plans ont lieu à Marseille pour la séquence dans la capsule de la plateforme pétrolière. Le tournage se poursuit en Sicile notamment à Taormine. L'équipe remonte ensuite à Paris et sa banlieue (piscine municipale de Maisons-Laffitte et les studios d'Épinay),,.
Des scènes sont ensuite tournées à New York. Le tournage se poursuit en Grèce, notamment sur l'île d'Ios — où Luc Besson a passé une partie de son enfance — et sur d'autres îles des Cyclades comme Amorgós. Après un bref retour sur la Côte d'Azur, une équipe réduite part pour les îles Vierges des États-Unis pour filmer des dauphins. Quelques plans sont également faits aux Bahamas. Des scènes sont ensuite tournées au Pérou, notamment au Col de La Raya à 4 320 mètres d'altitude. Des scènes sous-marines sont ensuite réalisées aux Maldives, en complément de plans tournés en Corse. L'équipe se rend ensuite à Tignes pour les plans censés se dérouler sous la glace au Pérou. Le tournage se conclut dans une piscine de Val-d'Isère pour la scène où Jacques et Enzo boivent du champagne sous l'eau. Le tournage dure ainsi près de neuf mois.
Lieux de tournage,
- Bahamas
- États-Unis
  - New York
  - Sainte-Croix et autres Îles Vierges des États-Unis
  - Chattanooga
- France :
  - Antibes, notamment dans le parc Marineland
  - Corse, sur le bateau de plongée le "Bogata", pour les scènes subaquatiques
  - Côte d'Azur, sur le bateau de plongée le "Bogata", autour de Port-Cros, pour les scènes subaquatiques
  - Maisons-Laffitte
  - Presqu'île de Giens
  - Studios d'Épinay
  - Tignes, lac du Chardonnet
  - Val-d'Isère
- Grèce :
  - Îles Cyclades (Amorgós et Ios)
- Italie
  - Taormine
  - Messine
- Maldives
- Pérou

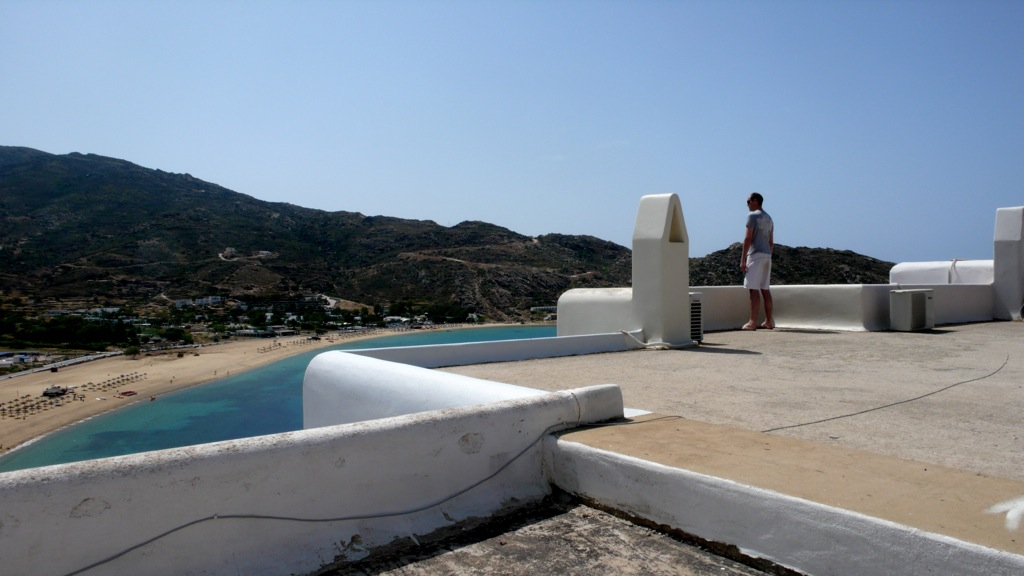
L'île d'Ios
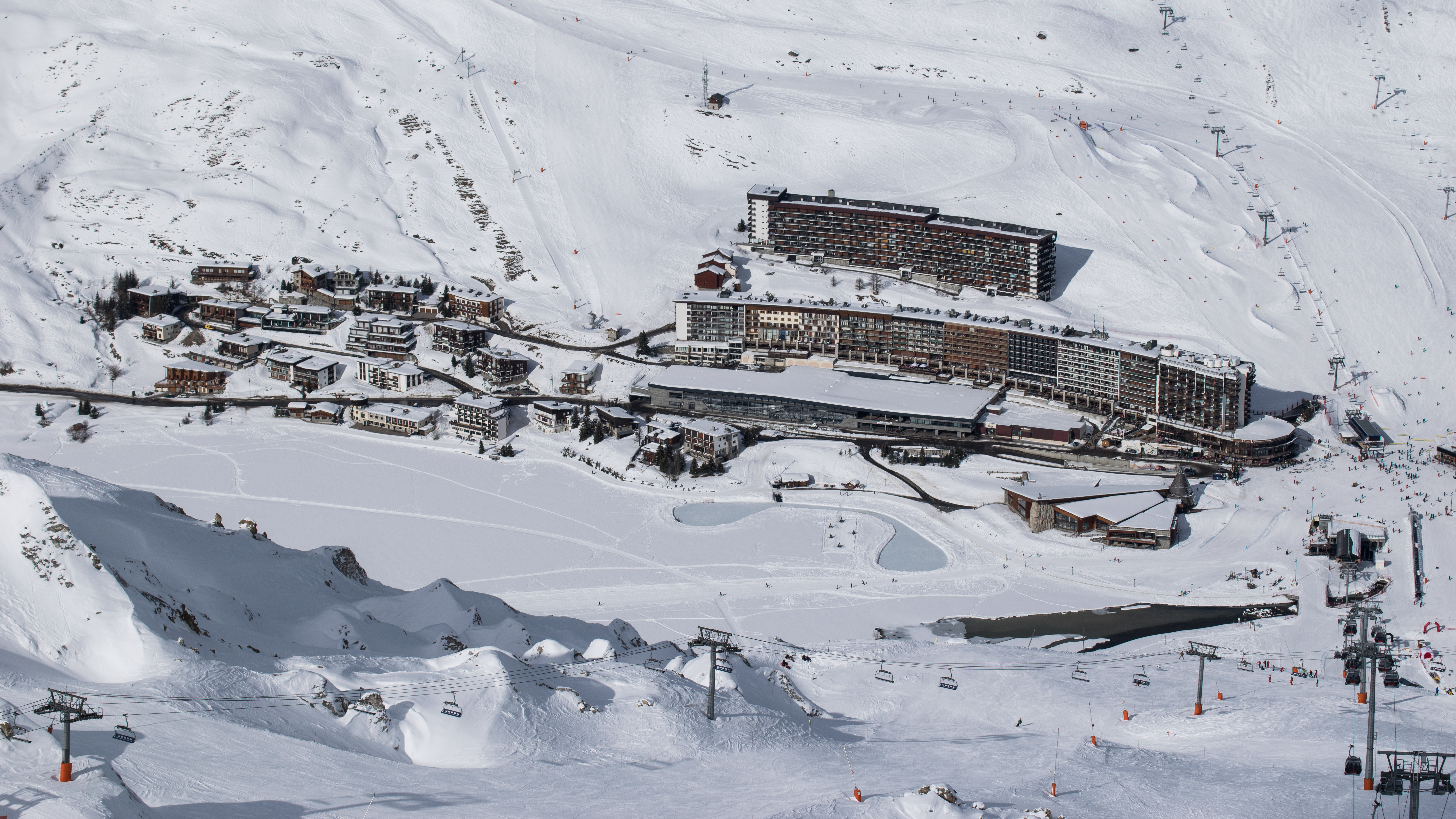
Tignes
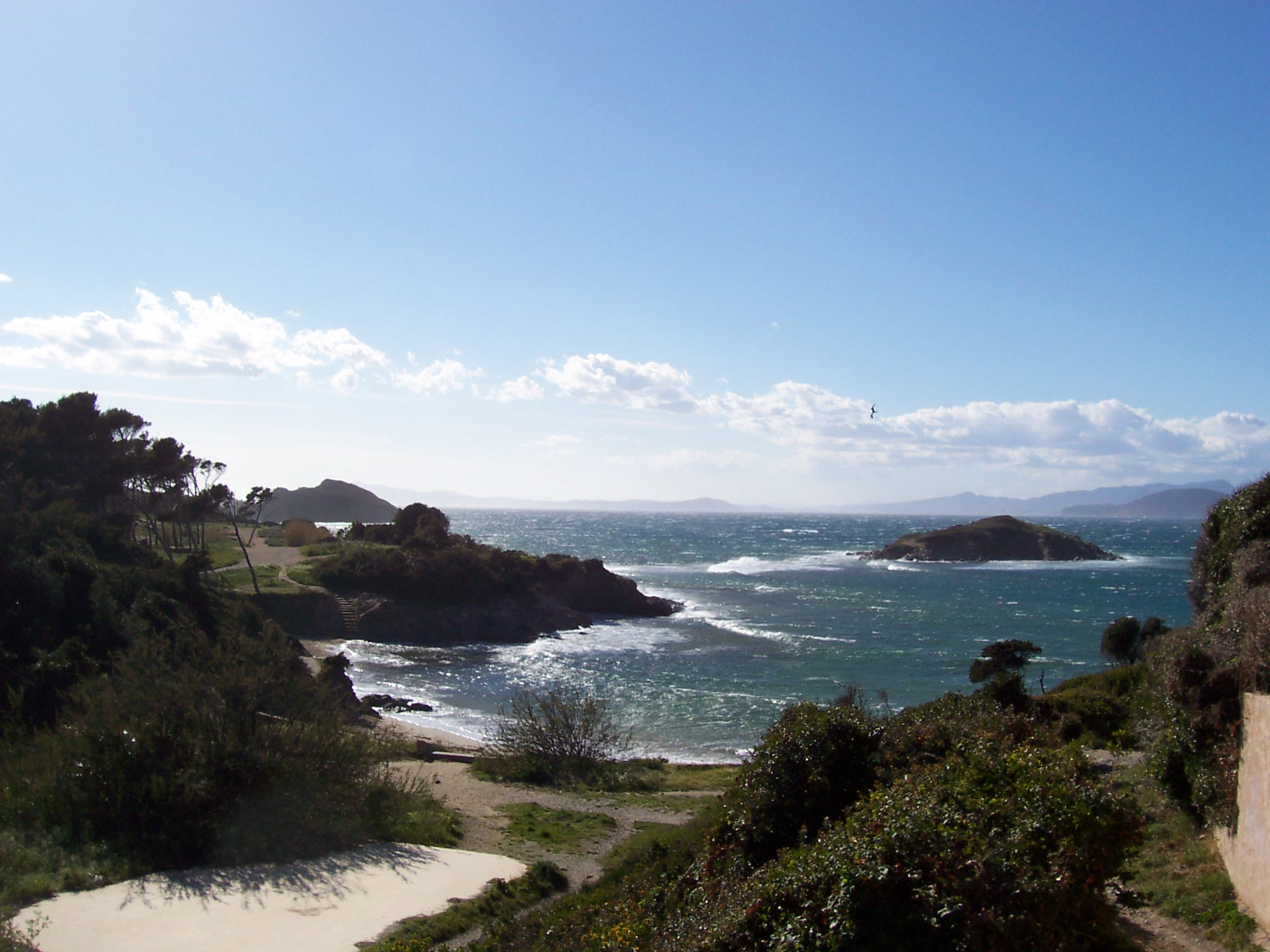
Presqu'île de Giens
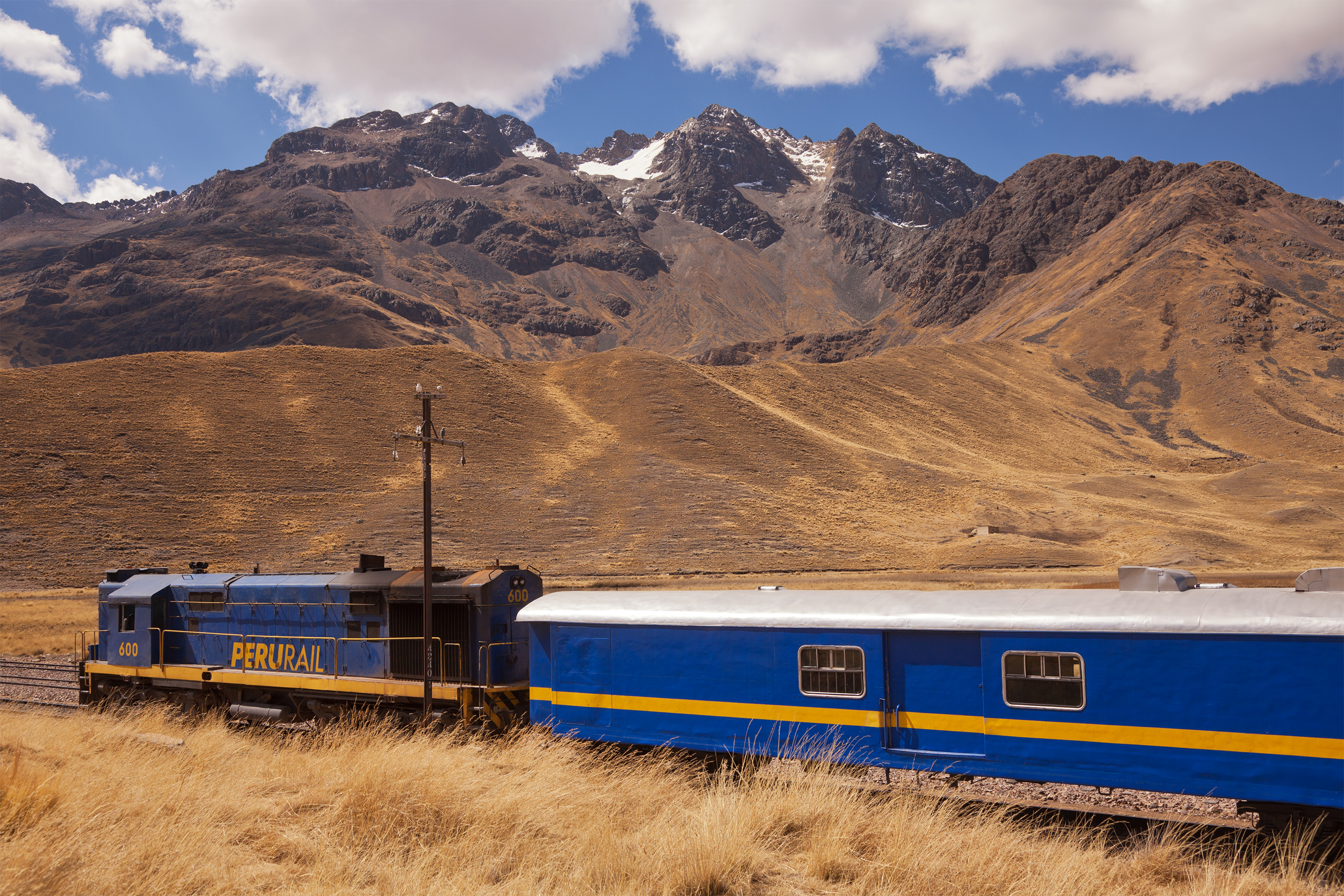
Un train au col de La Raya
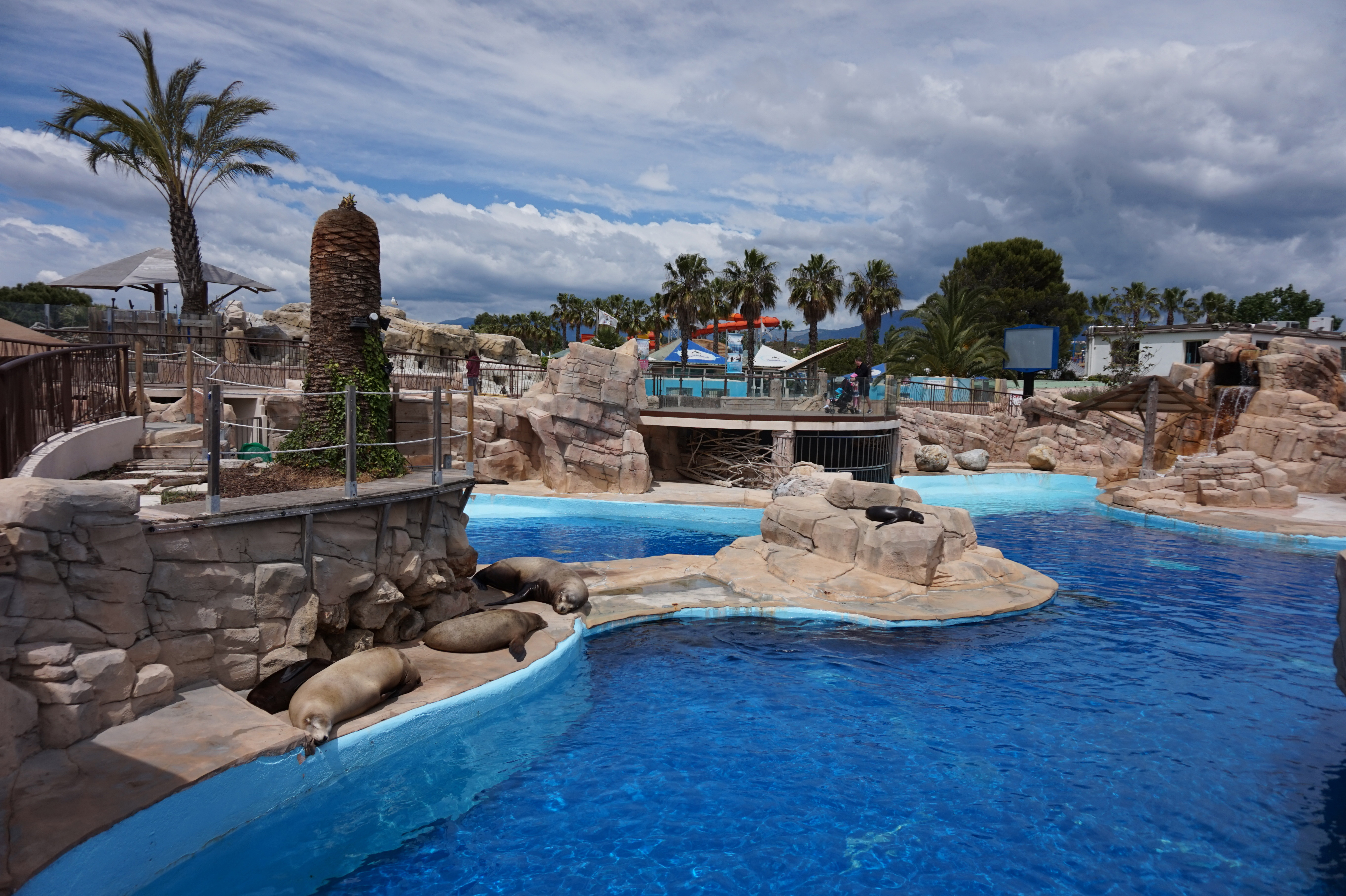
Le Marineland d'Antibes
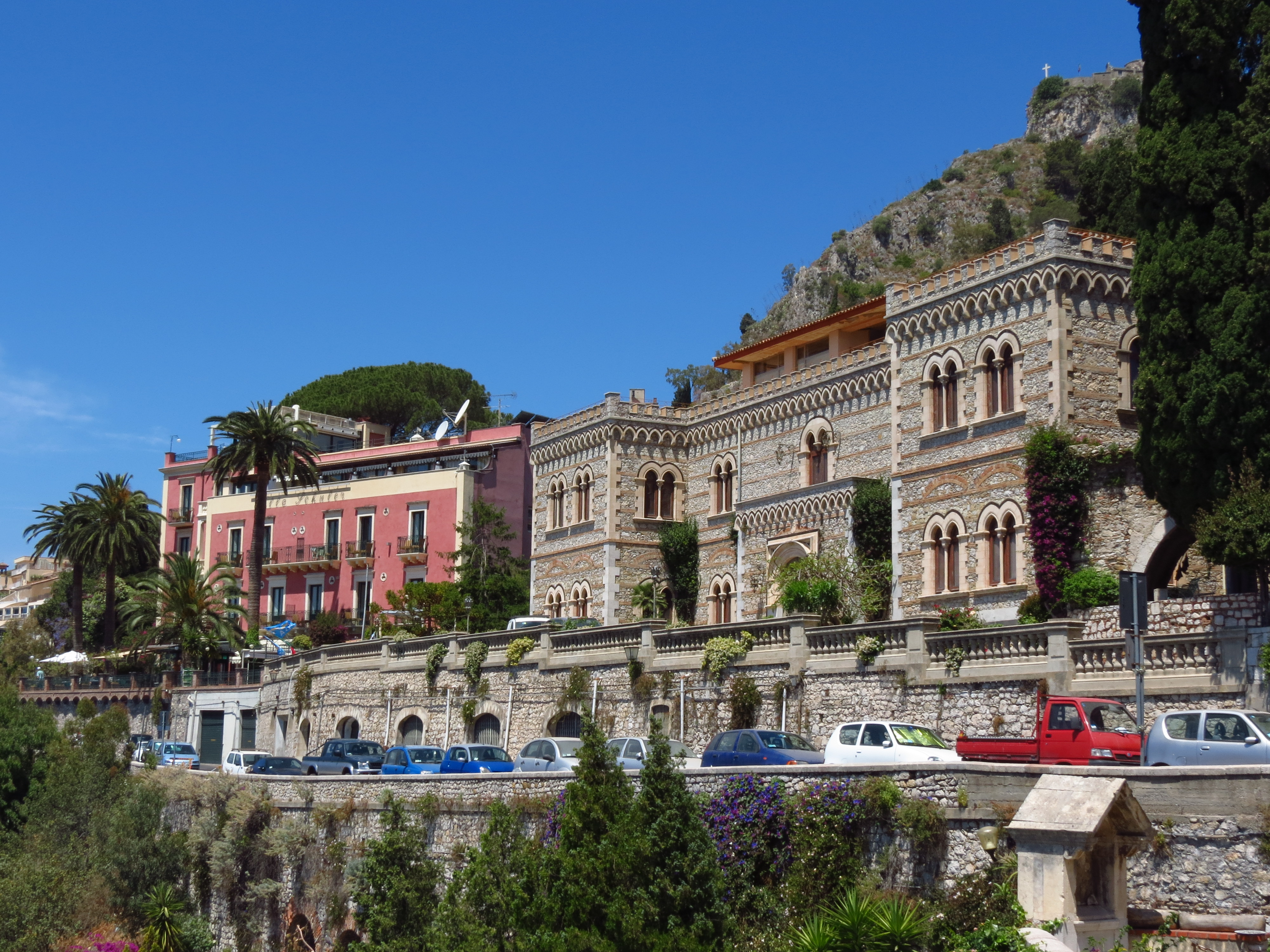
Taormine
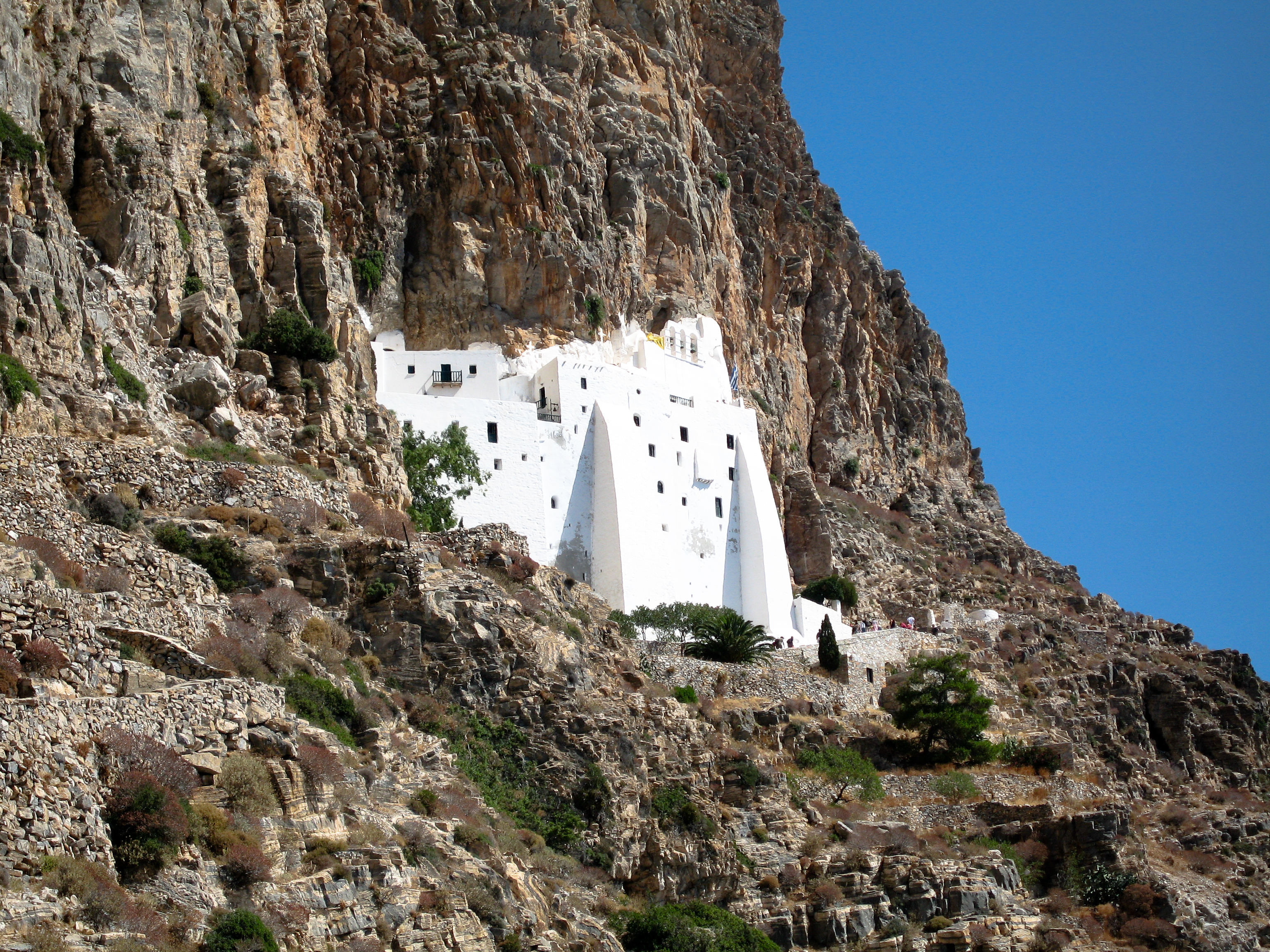
Amorgos

Le tournage est une période particulière pour Luc Besson, car il est marqué par la naissance de son premier enfant, Juliette, le 22 mai 1987. La petite fille subit plusieurs opérations et Luc Besson est très préoccupé par son état durant la production du film. Pour ces raisons, Gaumont songe un temps à le faire remplacer par Jean-Jacques Beineix. Le film est d'ailleurs dédié à Juliette Besson.

### Musique

#### Version originale d'Éric Serra
Albums de Éric Serra
Kamikaze Nikita
La bande originale du film est saluée par les critiques. Partout en Europe, et particulièrement en France, elle obtient un très grand succès qui se répercute également à l'échelle planétaire. Cette bande originale s'est vendue à plus de trois millions de copies dans le monde, dont deux millions en France. L'album est certifié disque d'or, platine et diamant dans plusieurs pays. Cette bande originale contient la première interprétation vocale d'Éric Serra sur la chanson My Lady Blue, qu'il a composée avec Luc Besson. Pour ce film, Serra remporte en 1989 une Victoires de la musique, le César de la meilleure musique originale et le Grand Prix de la réalisation audiovisuelle de la SACEM,.
La musique du film est rejouée en direct par Éric Serra entouré de six musiciens lors d'un ciné-concert à La Seine musicale les 11 mai et 2 juin 2018, à l'occasion de l'anniversaire des 30 ans de la première présentation du film.
| - Volume 1 1. The Big Blue Overture 2. Deep Blue Dream 3. Sailing to Death 4. Rescue in a Wreck 5. La Raya 6. Huacracocha 7. Water Works 8. Between the Sky-Scrapers 9. Remembering a Heart Beat 10. Spaghetti Del Mar 11. Let Them Try (inst) 12. Synchronised Instant 13. Homo Delphinus 14. The Monastery of Amorgós 15. Much Better Down There 16. Cruise of the Dolphin Tribe 17. Second Dive 18. Leaving the World Behind 19. My Lady Blue (interprété par Éric Serra) | - Volume 2 1. Let Them Try 2. A Walk in Taormina 3. Watergames 4. Fatal Dive 5. Platform 6. Leaving Peru 7. Virgin Islands 8. Strange Feelings 9. Sicilia 10. Such a Family 11. The Third Dive 12. Do you like this Place 13. For Enzo 14. Leaving the World Behind |

#### Version américaine de Bill Conti
Albums de Bill Conti
Et si on le gardait ?
(1988) La Main droite du diable
(1988)
Le distributeur américain du film décide de remplacer la musique d'Éric Serra par une autre. C'est Bill Conti qui se charge donc de la musique pour la version américaine du film.
Liste des titres
1. Main Theme
2. Call of the Deep
3. Danger Below
4. Caribbean
5. Plans
6. A Tender Moment
7. Love in the Moonlight
8. Don't Worry
9. Interlude
10. Sadness
11. Love Theme
12. Fun in the Sun
13. The Dive
14. Under the Sea
15. The Next Day
16. Playful Love
17. Serious Love
18. Love on the Piano
19. Choral Love
20. Back to the Sea
21. Last Dive
22. Finale

## Accueil

### Critiques
Le Grand Bleu est dans un premier temps mal accueilli par la critique pour son scénario considéré comme enfantin ou simpliste et pour son esthétique de clip vidéo, et le film est en partie sifflé lors de la présentation au festival de Cannes 1988. Luc Besson en garde une certaine rancune ; Jean-Hugues Anglade, son acteur dans Subway, déclare plus tard à ce sujet : « Dès Le Grand Bleu, Luc souffrait de ne pas être reconnu par la critique ». Par ailleurs, Luc Besson avoue, en 2014, les graves problèmes de santé de sa fille Juliette au moment de la présentation du film à Cannes : « Le film était présenté à Cannes le 11 mai. Dix jours avant l’opération de Juliette, nous avions rendez-vous avec le chirurgien. Je le vois encore prendre son agenda, le feuilleter et nous dire : “Est-ce que le 11 mai ça vous va ?” Je n’ai pas osé dire non, c’était ma fille d’abord. Quand je lui ai raconté les raisons de mon angoisse, il a repoussé l'intervention de deux jours. Je me suis donc retrouvé à me faire flinguer avec Le Grand Bleu le 11 et, deux jours plus tard, je passais sept heures dans une salle d’attente pour savoir si ma fille allait survivre, être guérie. Le reste n’avait plus vraiment d’importance. Et curieusement, quand Juliette est allée mieux, le film s’est mis à marcher ».
À sa sortie, le film obtient des critiques favorables, comme celle d'Iannis Katsahnias qui écrit notamment, dans les Cahiers du cinéma : « Luc Besson ne prend pas le risque de vouloir en mettre plein la vue au spectateur. Il préfère varier le bleu (…), fabriquant un matelas profond sur lequel le spectateur pourra rêver ». Robert Chazal, pour France-Soir, remarque que « tout est exceptionnel dans ce beau film ». Dans Le Monde, Michel Braudeau pense que, « très beau, inclassable et déconcertant, Le Grand Bleu se penche autant sur l'amour des dauphins que sur le vertige intérieur de son plongeur métaphysique ».

### Réaction d'Enzo Maiorca
L'apnéiste Enzo Maiorca, dont le rôle est interprété par Jean Reno, n'apprécie pas le film et entame une procédure en diffamation contre Besson, ce qui bloque la diffusion du film en Italie pendant quatorze ans. Le film est finalement distribué en 2002, dans une version abrégée. Parmi les scènes coupées, figure celle où Enzo Molinari se fait payer pour sauver la vie d'un homme en train de se noyer, ainsi que le rôle caricatural de sa mère, la « mama » sicilienne cuisinant la « pasta » et très antipathique au premier abord,.

### Box-office
Le Grand Bleu est un succès public considérable en France (9,2 millions de spectateurs) et un échec ailleurs. C'est le meilleur film au box-office français en 1988 et il est l'un des plus grands succès commerciaux de la décennie en France. Il devient alors l'un des plus gros succès de l'histoire du cinéma français, notamment auprès des adolescents.
Le film est projeté dans une version gonflée en 70 mm au Kinopanorama[Quand ?].
En janvier 1989, Luc Besson peut sortir en salles une version longue de son film rallongée de 35 minutes par rapport à l'originale, tout en se permettant d'inscrire sur l'affiche l'accroche suivante : « N'y allez pas, ça dure trois heures ! ».
| Pays              | Nombre d'entrées   |
| ----------------- | ------------------ |
| France            | 9 195 742,         |
| Allemagne         | 875 956            |
| États-Unis        | 871 000            |
| Espagne           | 196 847            |
| Québec            | 142 108,           |
| Corée du Sud      | 114 353            |
| Italie            | 98 453             |
| Danemark          | 62 996             |
| Suède             | 49 198             |
| Suisse            | 21 971             |
| Roumanie          | 150                |
|                   |                    |
| Total hors France | 2 433 032 entrées  |
| Total monde       | 11 628 774 entrées |

Note : Liste non exhaustive.

## Distinctions
Entre 1988 et 2018, Le Grand Bleu a été sélectionné 11 fois dans diverses catégories et a remporté 3 récompenses,.

### Récompenses
- César 1989 :
  - César de la meilleure musique écrite pour un film pour Éric Serra
  - César du meilleur son décerné pour Pierre Befve, Gérard Lamps et François Groult
- Prix de l'Académie nationale du cinéma 1989 : prix de l'Académie pour Luc Besson

### Nominations
- César 1989 :
  - Meilleur film pour Luc Besson
  - Meilleur réalisateur pour Luc Besson
  - Meilleure photographie pour Carlo Varini
  - Meilleur acteur pour Jean-Marc Barr
  - Meilleur acteur dans un second rôle pour Jean Reno
  - Meilleure affiche

### Sélections
- Festival de Cannes 1988 : Longs métrages - hors-compétition[64].
- Festival de Cannes 2018 : Cannes Classics - copies restaurées[64].

## Commentaires

### Joséphine
Le dauphin Joséphine, héroïne du film, est mort à l'âge estimé de 32 ans, le 23 août 2011, « des suites d'une maladie rénale associée à son âge très avancé ». Elle avait été capturée aux États-Unis, en 1979, pour le parc marin d'Antibes. Joséphine s'était rendue célèbre en tournant « les scènes les plus techniquement difficiles » du film. C'est elle, notamment, qui vient chercher l'acteur Jean-Marc Barr dans les profondeurs de la mer dans la scène finale.

### Le record
Le record de Jacques Mayol de 105 mètres établi en 1983 (120 mètres dans le film), considéré par les médecins dans le film comme une limite absolue, sera par la suite pulvérisé : en 2007, le record d'apnée no limit est poussé à 214 mètres par Herbert Nitsch.

### Réactions de Jean-Marc Barr et Jacques Mayol
Luc Besson choisit l'acteur Jean-Marc Barr dans un but précis, « fabriquer une icône » et une nouvelle image du romantisme, mais ce dernier rejette ce film qui l'a propulsé — selon ses propres mots — en « icône et objet de masturbation pour jeunes filles ». En froid avec Luc Besson, l'acteur n'a jamais vu le film en entier et a senti la nécessité de « détruire un peu le mythe du Grand Bleu ».
Submergé par le succès du film qui s'écarte de la philosophie de Jacques Mayol, l'apnéiste, qui s'est suicidé en 2001, a souffert plus que jamais de la solitude : « J’ai été témoin de la souffrance et de la frustration que lui a causé la popularité du film. Quand un être humain se voit dépossédé de son histoire et de la magie qu’il a créée, c’est une petite tragédie », explique Jean-Marc Barr.

### Autres versions du film
Version américaine
La version américaine du film comprend une fin différente des versions européenne et française. En effet, une scène a été rajoutée afin de rendre cette fin plus heureuse – le dauphin ramène Jacques à la surface. D'autre part, une autre musique a été composée par Bill Conti pour remplacer la bande originale d'Éric Serra.
Version longue (Director's cut)
En 1989, le film sort dans une version comportant 35 minutes supplémentaires. Tandis que la version d'origine se centre sur le championnat de plongée en apnée ainsi que sur la relation à la fois amicale et rivale entre Jacques et Enzo, le Director's Cut donne davantage d'importance à l'histoire d'amour entre Jacques et Johana, mettant Enzo un peu en recul. Cette version est d'abord éditée en VHS et en Laserdisc, puis en DVD en 2001 et en Blu-Ray en 2009.
Scènes supplémentaires par rapport à la première version :
- Johana passe la nuit à parler de Jacques à sa colocataire Carol dans leur appartement new yorkais. Elle précise notamment que Jacques est américain par sa mère.
- Lorsque Jacques va sur le balcon après avoir fait l'amour avec Johana, il aperçoit un dauphin puis plonge pour le rejoindre. Il tente de toucher le mammifère chaque fois que celui-ci fait un saut (reproduisant la célèbre photo ornant l'affiche du film). Johana arrive à son tour et attend que Jacques sorte de l'eau. Ce dernier met fin à sa baignade au petit matin. À ce moment-là, Johana lui affirme qu'elle va repartir à New York.
- Attristé par le départ de Johana, Jacques rend visite à Enzo qui a dormi en combinaison de plongée. L'italien propose au français de l'emmener sur une plate-forme pétrolière où Enzo a été appelé pour un travail. Arrivés sur place, les deux hommes embarquent dans une capsule sous-marine qui est larguée vers le fond. Une fois arrivée en profondeur, une surdose d'hélium entraîne un changement de voix des personnages. Puis Enzo donne un peu d'alcool à Jacques en faisant tremper son doigt dans la bouteille pour qu'il puisse en consommer. Les deux hommes deviennent ivres, enfilent des scaphandres, descendent dans l'eau puis se mettent à valser en chantant l'air du Beau Danube bleu.
- À New York, Johana se laisse aller au point de décevoir Carol. Par la suite, Duffy, qui a compris que Johana lui avait menti pour expliquer son séjour en Sicile, licencie la jeune femme mais lui souhaite bonne chance dans sa vie amoureuse.
- Johana téléphone à Jacques pour renouer le contact, réalisant qu'elle ne peut pas se passer de lui. La jeune américaine arrive à la gare de la Côte d'Azur où elle retrouve Jacques. Puis les deux tourtereaux s'installent à l'hôtel Carlton et passent une longue nuit d'amour. Durant ce moment, Jacques est victime d'hallucinations.
- Lors du déjeuner, l'oncle Louis fait connaissance avec Johana.
- Pendant que l'oncle Louis se dispute avec le poissonnier du port à propos de la marchandise, Enzo arrive en bateau puis présente Bonita, sa nouvelle conquête.
- La scène de l'apéritif entre l'oncle Louis et Enzo a été non seulement déplacée (elle fut insérée après la victoire d'Enzo dans la version cinéma) mais aussi enrichie. Le champion italien se moque du vieil homme et de sa surdité. Par la suite, Jacques reçoit la visite du Dr Laurence et le présente à Enzo.
- En se refaisant une beauté dans les toilettes, Bonita et Johana discutent ensemble. Bonita émet à Johana l'idée d'avoir un bébé.
- Une cérémonie de remise de trophée en l'honneur d'Enzo dans laquelle Novelli fait un discours, précisant notamment qu'il serait dangereux de battre le record du champion. Pendant ce temps, Enzo fait signe à son frère de mettre des tranches de jambon dans un sandwich.

### Erreurs
On peut relever trois faux-raccords dans le film :
- Au début du film, Enzo prétend avoir atteint un record de 110 mètres en plongée en apnée. Plus tard, lorsque Jacques plonge la première fois lors du championnat, il récupère une étiquette indiquant 108 mètres, refait surface puis devient le nouveau champion alors que son record est inférieur à celui d'Enzo. Ce dernier aurait en fait plongé à 107 m. Cela est expliqué par la plaquette qu'on voit en partie lors du record, ainsi que les explications données par Enzo une fois son record battu, en présentant à Jacques un mètre de couturière (« un mètre vu d'ici ce n'est pas grand chose »).
- Lorsque le plongeur aux cheveux longs plonge à son tour, il ne porte pas de pince-nez. Sur le plan suivant, on le voit descendre vers le fond avec un pince-nez bien en place sur ses narines.
- Lorsque Jacques replonge pour envoyer le corps d'Enzo mort au fond de la mer, on peut apercevoir sur le gros plan que la doublure de Jean Reno se bouche le nez.